# Округ 09 (Дюссельдорф)
Городской административный округ 09 (нем. Stadtbezirk 09) — один из десяти округов, составляющих территорию города Дюссельдорфа, столицы федеральной земли Северный Рейн-Вестфалия. Расположен в южной половине города. В свою очередь округ подразделяется на административные районы, которых здесь восемь: Бенрат (Benrath), Верстен (Wersten), Иттер (Itter), Райсхольц (Reisholz), Урденбах (Urdenbach), Хассельс (Hassels), Химмельгайст (Himmelgeist) и Хольтхаузен (Holthausen). Современная территория округа, как составная часть Дюссельдорфа, была выделена в 1975 году. Руководство округа базируется в ратуше Бенрата. В противоположность другим крупным городам Северного Рейна-Вестфалии, в которых округа имеют свои собственные названия (например, в Кёльне и Дуйсбурге), в Дюссельдорфе они обозначены только цифрами.
На последних коммунальных выборах, прошедших в 2009 году, за представителей различных партий население проголосовало следующим образом: ХДС — 45,6%, СДПГ — 23,9%, Зелёные - 11,7%, СвДП — 8,5%, Левые — 5,4%, Независимые кандидаты - 3%, остальные партии — 1,9%. Партийное представительство в руководстве округа таким образом сформировалось в соответствии с пропорциями отданных за кандидатов голосов.

## Фотогалерея восьми районов округа

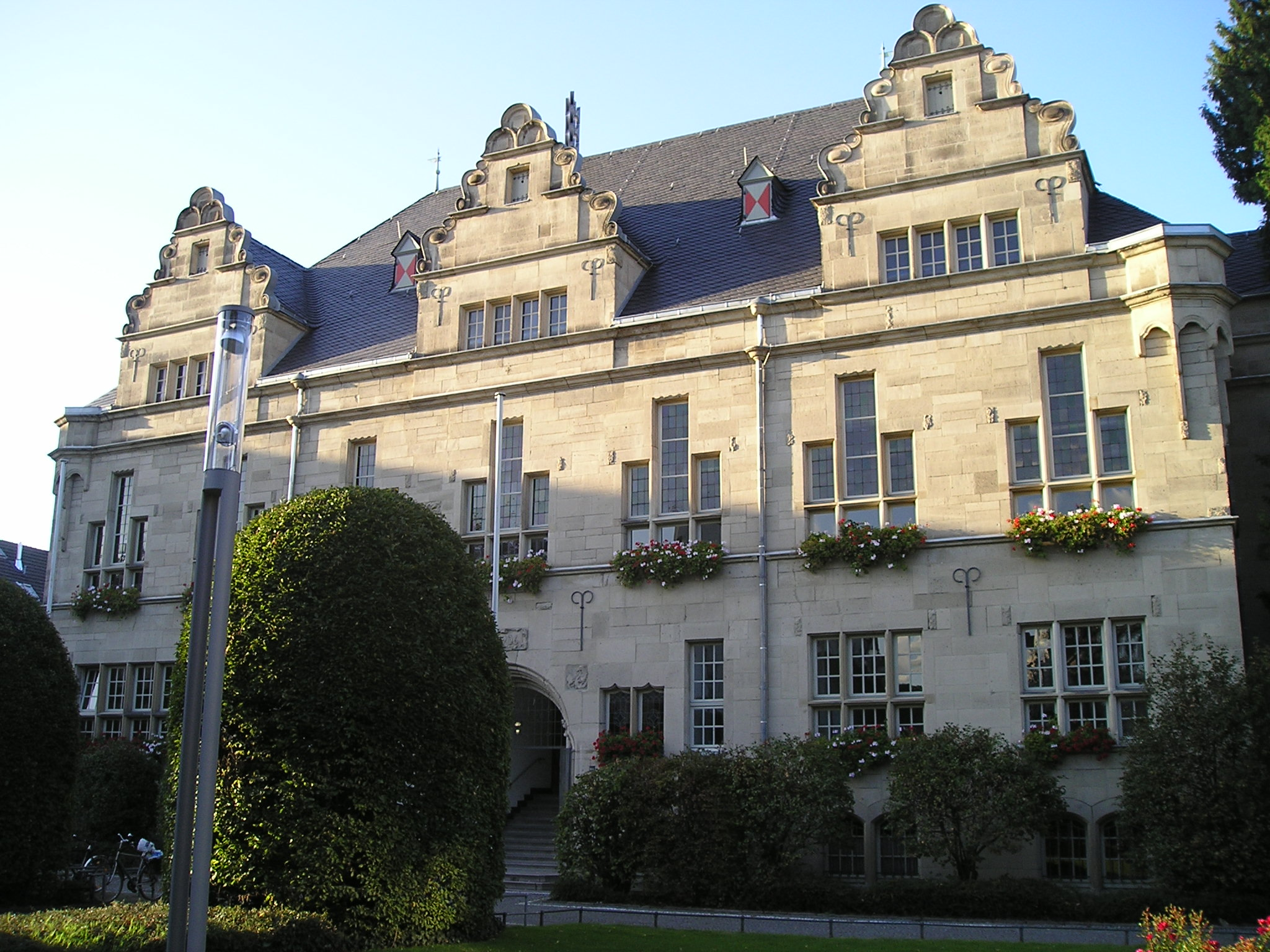
Ратуша, Бенрат
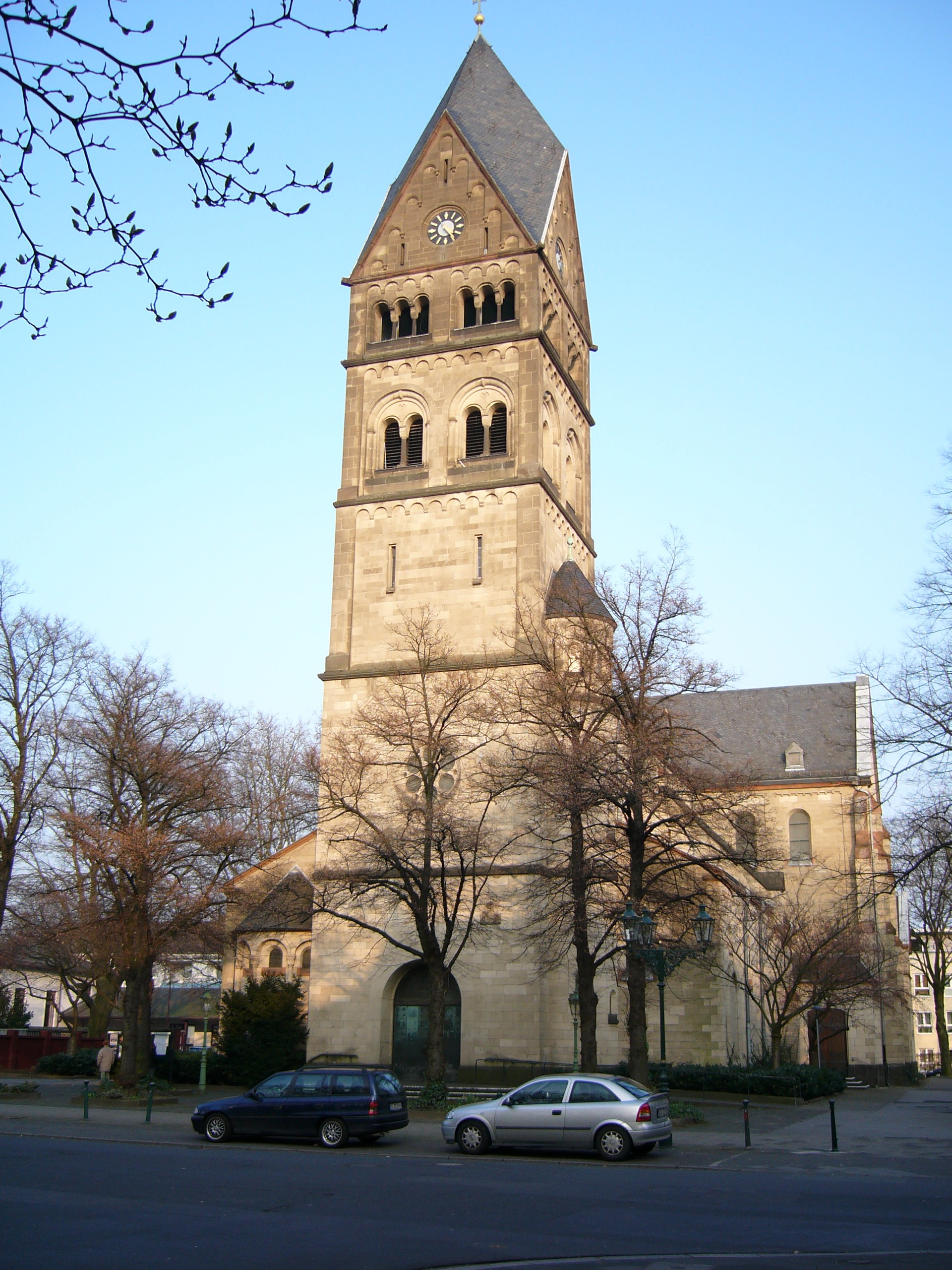
Церковь Чёток Святой Марии, Верстен
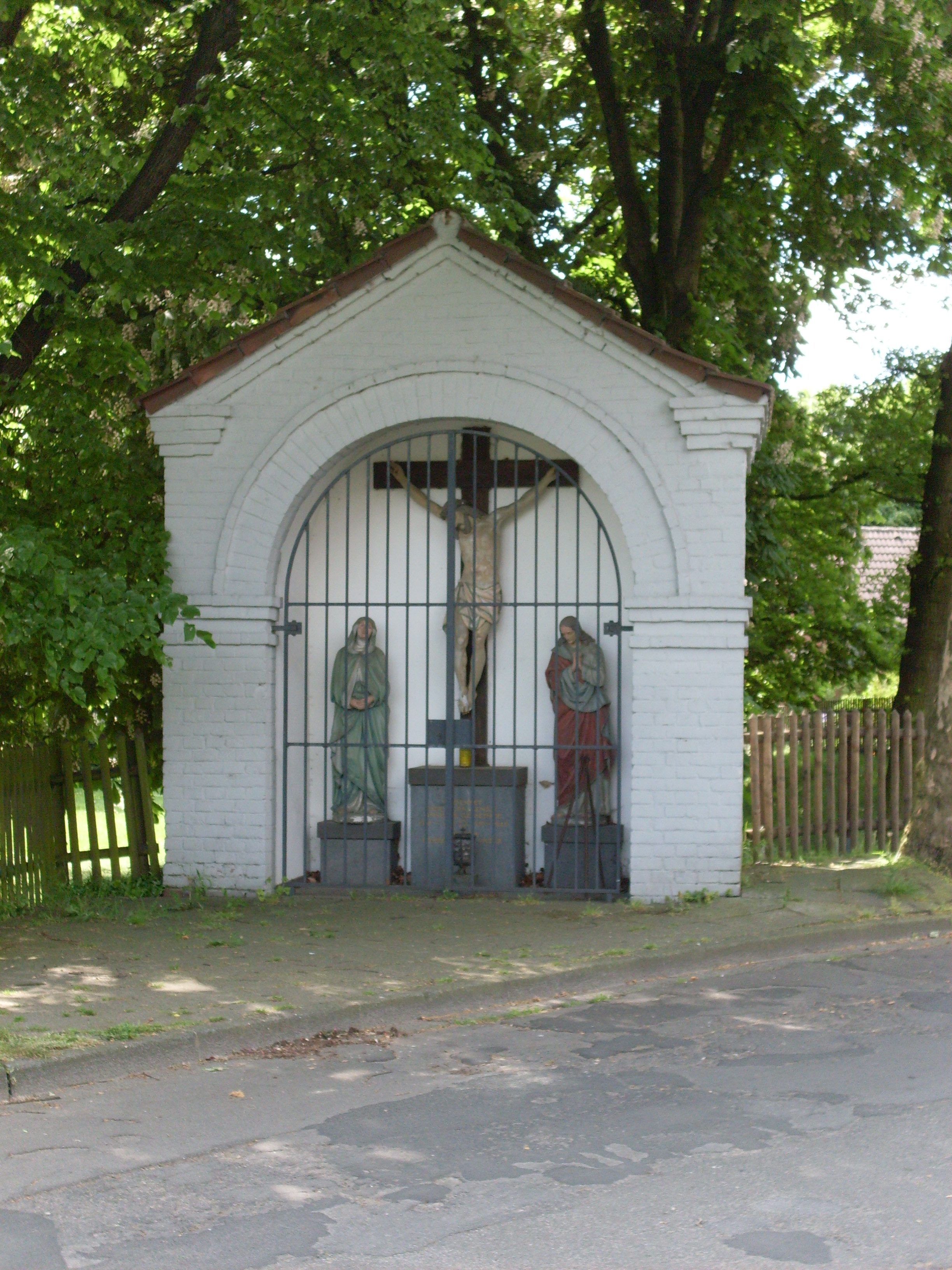
Часовня, Иттер
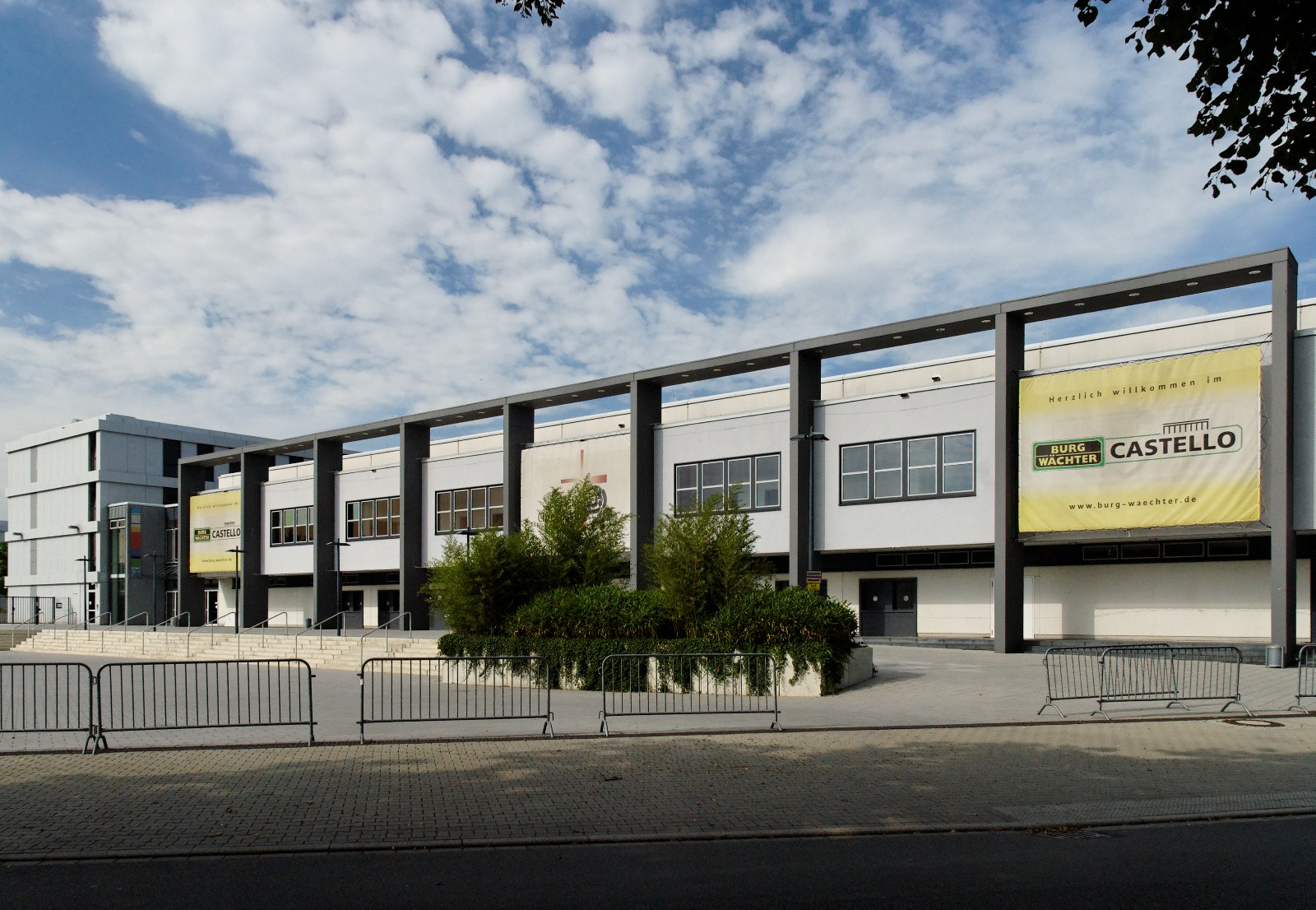
Спортивный зал "Кастелло", Райсхольц
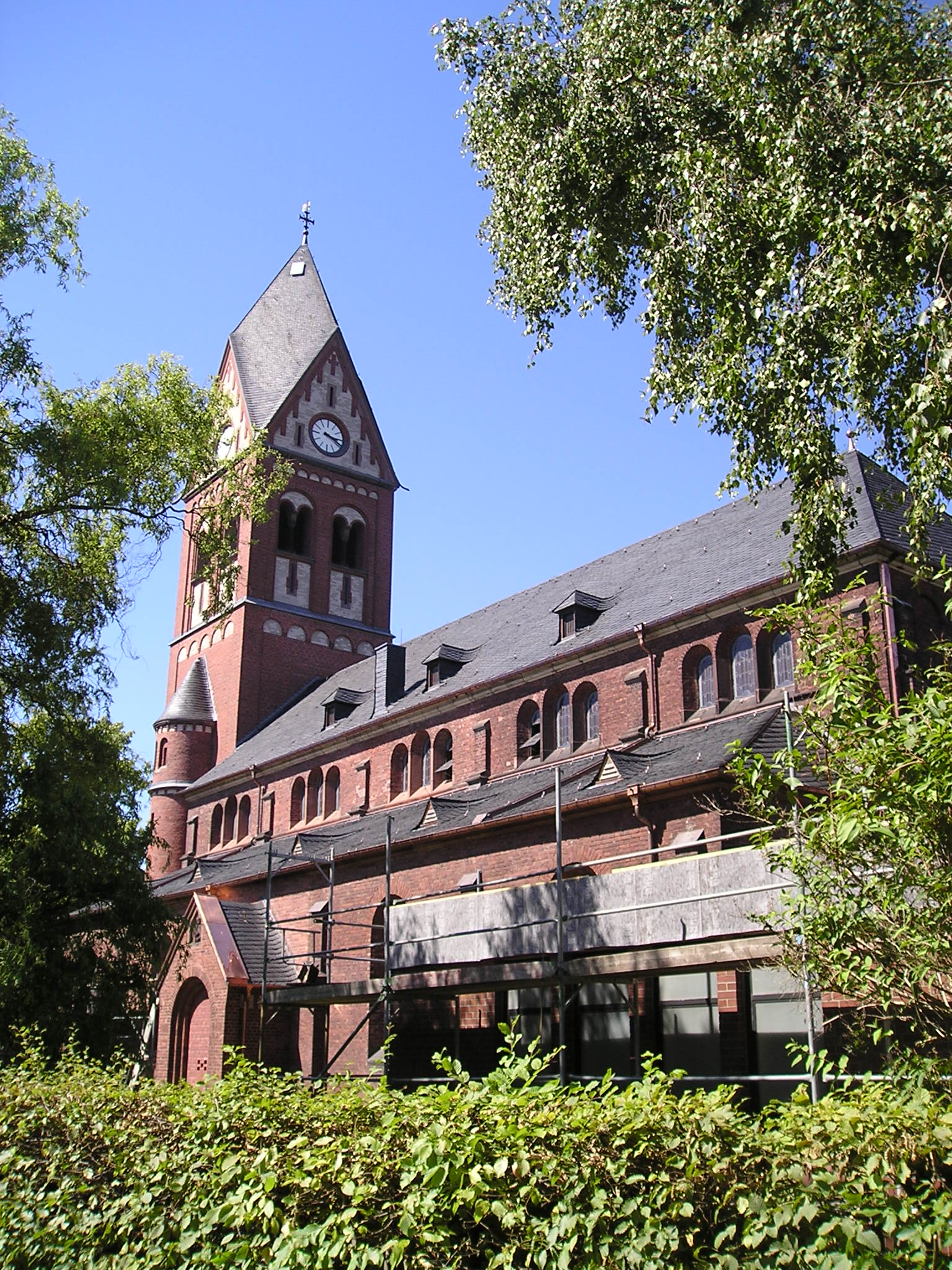
Церковь Сердца Христова, Урденбах
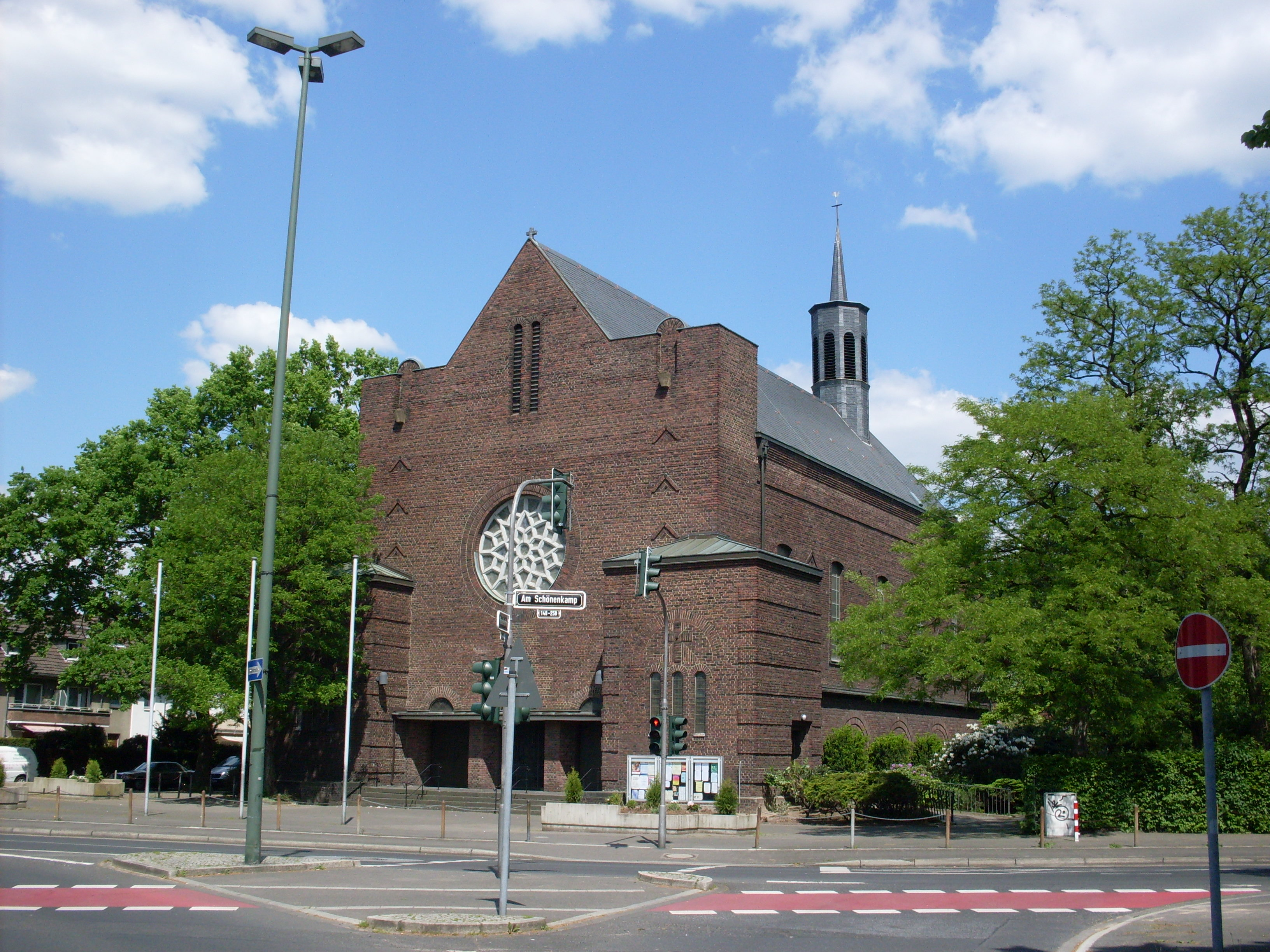
Церковь святого Антония, Хассельс
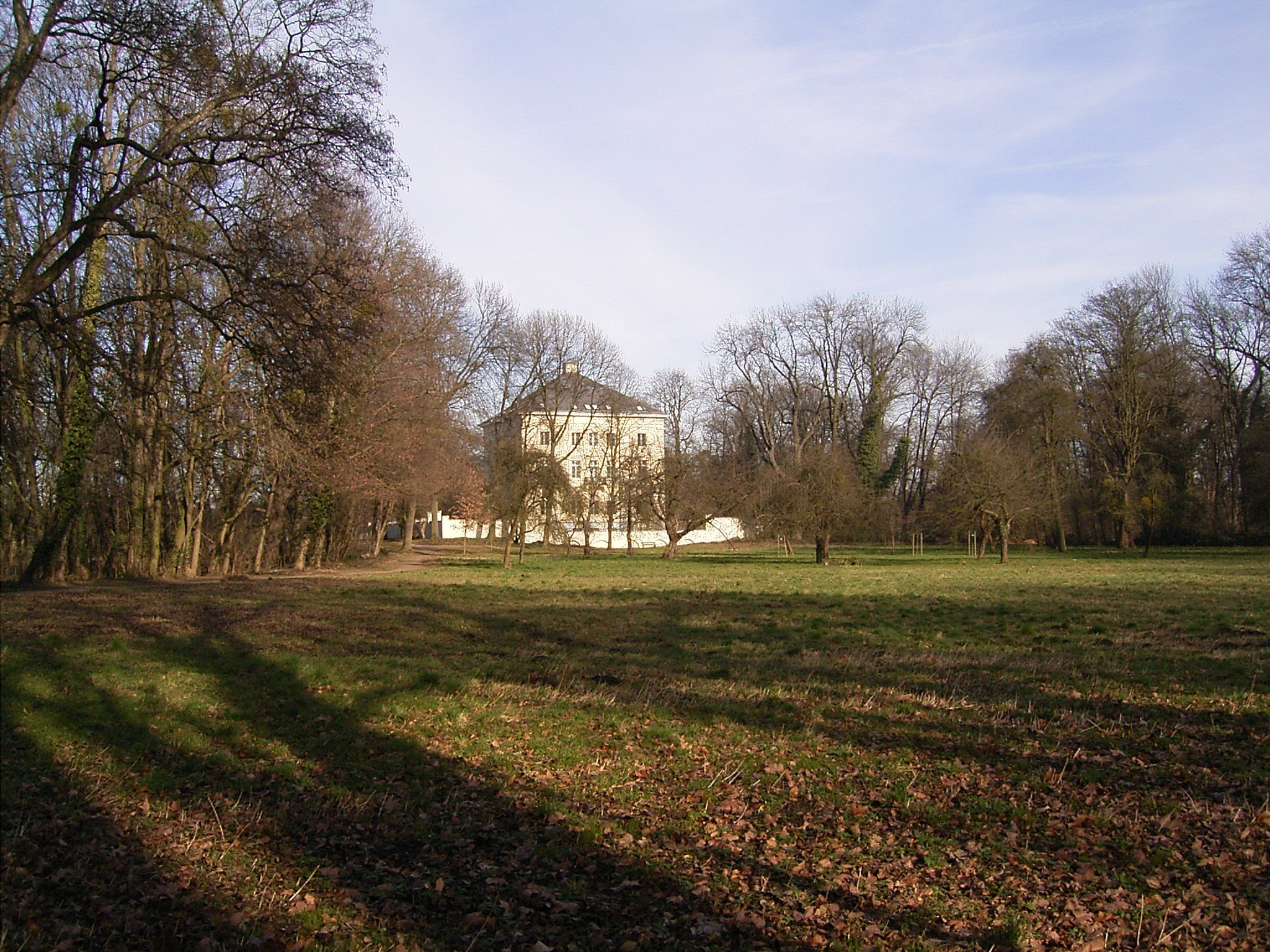
Замок Микельн, Химмельгайст
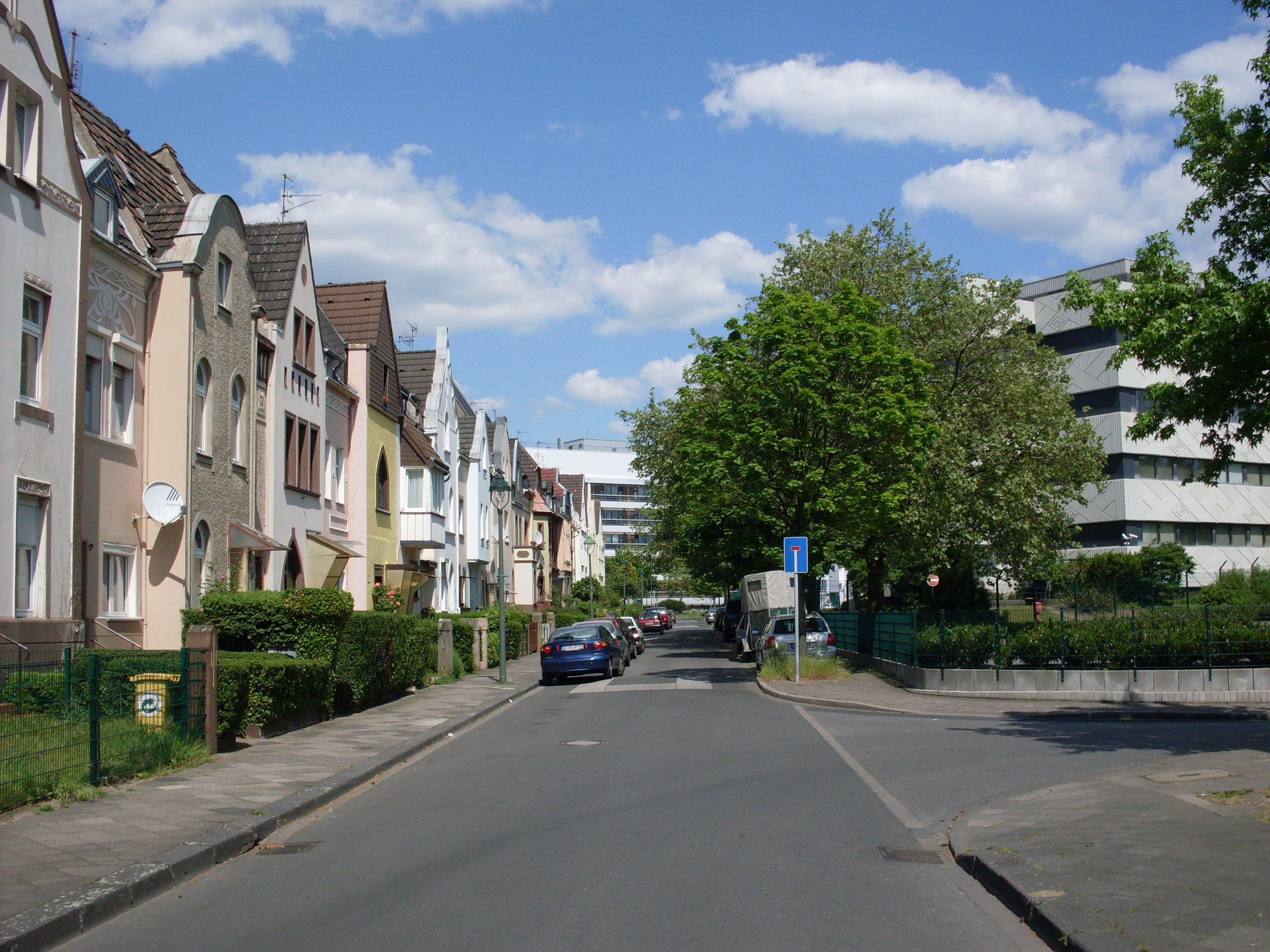
Улица Риташтрассе, Хольтхаузен

## Дополнительная информация
- Список округов Дюссельдорфа
- Список районов Дюссельдорфа